# Zapalenie błony śluzowej żołądka
Zapalenie błony śluzowej żołądka, właściwie zapalenie żołądka (łac. gastritis, od greckiego γαστήρ gaster, żołądek) – stan, w którym dochodzi do uszkodzenia błony śluzowej żołądka przez różne czynniki etiologiczne wywołujące reakcję zapalną. 
W 1990 wprowadzono klasyfikację zapaleń żołądka opartą na systemie Sydney (początkowo kwestionowanym, głównie w Stanach Zjednoczonych, i poprawionym w 1994), który wyróżniał:
- zapalenie żołądka ostre
  - krwotoczne
  - ostre, wywołane przez Helicobacter pylori
  - ropne
- zapalenie żołądka przewlekłe
  - przewlekłe zapalenie niezanikowe, wywołane przez Helicobacter pylori
  - autoimmunologiczne zapalenie zanikowe
  - zapalenie zanikowe o etiologii innej niż autoimmunologiczna
- szczególne rodzaje zapaleń
  - chemiczne (reaktywne)
  - eozynofilowe
  - spowodowane napromienianiem
  - limfocytowe (w przebiegu celiakii, polekowe)
  - nieinfekcyjne ziarniniakowe (choroba Crohna, sarkoidoza, ziarniniakowatość z zapaleniem naczyń i inne)
  - infekcyjne
    - bakteryjne
    - wirusowe
    - grzybicze
    - pasożytnicze
    - kiłowe

Niektórzy autorzy terminu „zapalenie żołądka” (gastritis) używają jedynie w odniesieniu do rzeczywistych stanów zapalnych (infekcyjnych lub immunologicznych), natomiast do innych stosują określenie „gastropatia”.